# Scarlattina
La scarlattina è una malattia infettiva acuta contagiosa, caratteristica dell'età pediatrica, che si manifesta con febbre e angina faringea ed è caratterizzata da insorgenza di esantema puntiforme.
Si trasmette per via aerea ed è trattata efficacemente tramite la somministrazione di antibiotici. La maggior parte delle manifestazioni cliniche è dovuta alle tossine eritrogeniche prodotte dal batterio Streptococcus pyogenes (streptococco di gruppo A) quando viene infettato da un batteriofago; a differenza delle altre malattie esantematiche tipiche dell'infanzia, come rosolia e varicella, la scarlattina è l'unica provocata da batteri anziché da virus.
Prima dell'avvento degli antibiotici, la scarlattina rappresentava una delle principali cause di morte. Inoltre, talvolta, era responsabile per l'insorgenza di complicanze tardive come la glomerulonefrite e l'endocardite, quest'ultima, poi, causa spesso dei problemi alle valvole cardiache, talvolta con esito infausto. I ceppi di streptococco di gruppo A che producono la tossina eritrogenica non sono intrinsecamente più pericolosi dei ceppi che ne sono privi, essi infatti rendono più rapida la diagnosi per via della caratteristica eruzione cutanea.

## Eziopatogenesi
La scarlattina è causata da un'esotossina pirogena, prodotta da alcuni ceppi di Streptococcus pyogenes (streptococchi beta emolitici di gruppo A). Questo patogeno può portare allo sviluppo della malattia reumatica.

## Trasmissione
La trasmissione, sebbene più complicata rispetto alle infezioni virali, avviene attraverso le vie aeree per contatto con il muco o la saliva di un paziente infetto (emesse ad esempio con un colpo di tosse o semplicemente parlando). Il batterio penetra così attraverso le mucose delle vie aeree superiori e determina l'infezione. Il picco di incidenza si verifica nel tardo autunno-inverno ed in primavera.

## Periodo di incubazione
I malati sono contagiosi 1-5 giorni prima dello sviluppo dei sintomi e per tutta la durata della malattia se non viene instaurata una adeguata terapia. In caso di trattamento antibiotico adeguato (Penicilline) il bambino non è più contagioso dopo 48 ore dall'inizio della terapia.

## Sintomi e segni
In genere dopo 2-5 giorni dal contagio compaiono i primi sintomi.

### Periodo prodromico o pre esantematico

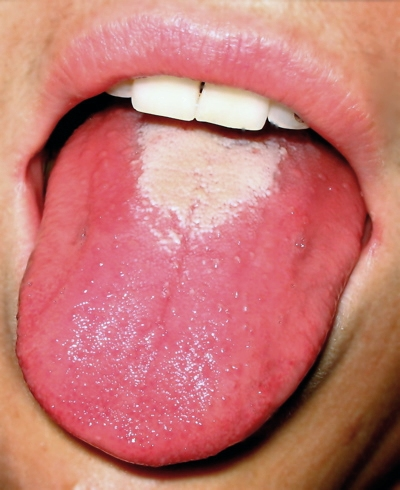
Enantema della lingua

La sintomatologia inizia in modo brusco con 
- febbre (39-40 °C causata da tossine pirogeniche, che agiscono sul centro termoregolatore dell'ipotalamo "resettandolo" verso l'aumento di temperatura) e brividi
- cefalea
- nausea e vomito
- enantema, che trova la sua espressione più evidente in una angina faringea rossa ovvero in una infiammazione della faringe (faringite) che si manifesta con senso di costrizione alla gola e deglutizione dolorosa (da cui il nome "angina")
- infine, la lingua si ricopre dapprima di una patina bianca e poi, desquamandosi, diventa di colore rosso vivo con papille ipertrofiche così da ricordare la superficie di una fragola (lingua "a fragola")

### Periodo esantematico
Entro 12-48 ore compare il tipico esantema rosso scarlatto che inizia all'inguine, alle ascelle e al collo, per poi generalizzarsi, nell'arco di 24 ore, a tutto il corpo. Anche il viso appare di colore rosso scarlatto tranne nella zona del naso, della bocca e del mento che, con il loro pallore, contrastano con l'arrossamento restante del volto. Questa distribuzione dell'esantema conferisce al volto un caratteristico aspetto noto come "maschera scarlattinosa" (o Maschera di Filatov). A livello della lingua si manifesta enantema con arrossamento delle papille ed una patina biancastra.
Le manifestazioni cutanee hanno l'aspetto di microelementi a capocchia di spillo di colore rosso scarlatto fittissimi non confluenti fra loro, che si scolorano alla pressione (segno della mano gialla) e residuano al tatto una particolare sensazione di ruvidità (a carta vetrata)
L'esantema si attenua in 3-4 giorni lasciando il posto ad una desquamazione con lamelle fini che inizia al volto e prosegue fino al tronco, alle mani e ai piedi.

## Diagnosi
La diagnosi si basa sulla clinica e sulla comparsa del caratteristico esantema confortata dall'esame colturale del tampone faringeo. Esistono anche test rapidi (sempre su tampone faringeo). Il titolo antistreptolisinico nel siero aumenta progressivamente nel corso di 2-3 settimane.
La conferma diagnostica di scarlattina è data dalla reazione di Dick, che consiste nell'inoculazione di una piccola quantità di tossina streptococcica nel derma di un soggetto in cui sia evidente un esantema di sospetta origine scarlattiniforme.
La comparsa di una reazione locale (zona arrossata del diametro di circa 2-3 cm nel punto di inoculazione della tossina) è indice di recettività alla scarlattina.

## Prognosi e complicanze

Infermiere del reparto "scarlattina" dell'Istituto Giannina Gaslini nel 1941. La "S" segnalava l'appartenenza a un reparto di malattie infettive.

La prognosi è 2-3 settimane e le complicanze sono scarse se la scarlattina viene curata in modo corretto con gli antibiotici specifici. In caso contrario può causare la febbre reumatica o reumatismo articolare acuto e la glomerulonefrite acuta.

## Terapia
La terapia va attuata con antibiotici attivi sull'infezione streptococcica (penicillina benzatina, amoxicillina, cefalosporina). Inoltre si somministrano antifebbrili e si cerca di idratare adeguatamente il paziente. La penicillina va presa normalmente per via orale sull'arco di 10 giorni. In caso di controindicazioni, allergie alla penicillina o un fallimento della terapia iniziale si consiglia l'assunzione di una cefalosporina per 5 giorni.
Il principale scopo della terapie è di evitare l'insorgere delle complicanze sopraccitate.

## Profilassi
L'unico sistema per evitare la scarlattina è quello di tenere lontano il bambino dalle persone già contagiate. La legge italiana prevede la riammissione a scuola dopo 2 giorni dall'inizio della terapia antibiotica. La malattia non dà immunità permanente. Essendo presenti diversi ceppi di questo streptococco, questa malattia si può contrarre più volte ma l'esantema spesso si verifica solo la prima volta. Non esiste un vaccino per prevenire la malattia.